# (5781) Бархатова
(5781) Бархатова (лат. Barkhatova) — типичный астероид главного пояса, открыт 24 сентября 1990 года советскими астрономами Людмилой Журавлёвой и Галиной Кастель в Крымской астрофизической обсерватории и 19 октября 1994 года назван в честь советского астронома Клавдии Бархатовой.

## Обнаружение и именование
(5781) Бархатова
Открыт 24 сентября 1990 года в Научном Г. Р. Кастель и Л. В. Журавлёвой.
Назван в память об основательнице Коуровской обсерватории Уральского государственного университета в Екатеринбурге Клавдии Александровне Бархатовой (1917—1990). Под её руководством Коуровка стала одной из лучших университетских обсерваторий в России. Бархатова внесла ценный вклад в звёздную астрономию и в наше понимание структуры галактик. В частности, исследовала зависимость угловых диаметров открытых скоплений от расстояния до Солнца, и это привело к пересмотру шкалы расстояний. Также установила, что эксцентриситеты орбит скоплений зависят от их возраста. Её ученики работают практически во всех астрономических институтах России. Название предложено первым из открывателей.
Оригинальный текст (англ.)5781 Barkhatova
Discovered at Nauchnyj on 1990-09-24 by G. R. Kastel' and L. V. Zhuravleva.
Named in memory of Claudia Alexandrovna Barkhatova (1917—1990), founder of the Kourovka Observatory, Ural State University, Ekaterinburg. Under her guidance Kourovka became one of the best university observatories in Russia. Barkhatova made valuable contributions to stellar astronomy and to our understanding of Galactic structure. In particular, she investigated the dependence of angular diameters of open clusters on interstellar extinction, and this led to a revision of the distance scale. She also established that the orbital eccentricities of the clusters depend on their age. Her disciples work in practically all the astronomical institutions of Russia. Name proposed by the first of the discoverers.
Источники: DISCOVERY.DB; M.P.C. 24123.

## Орбита

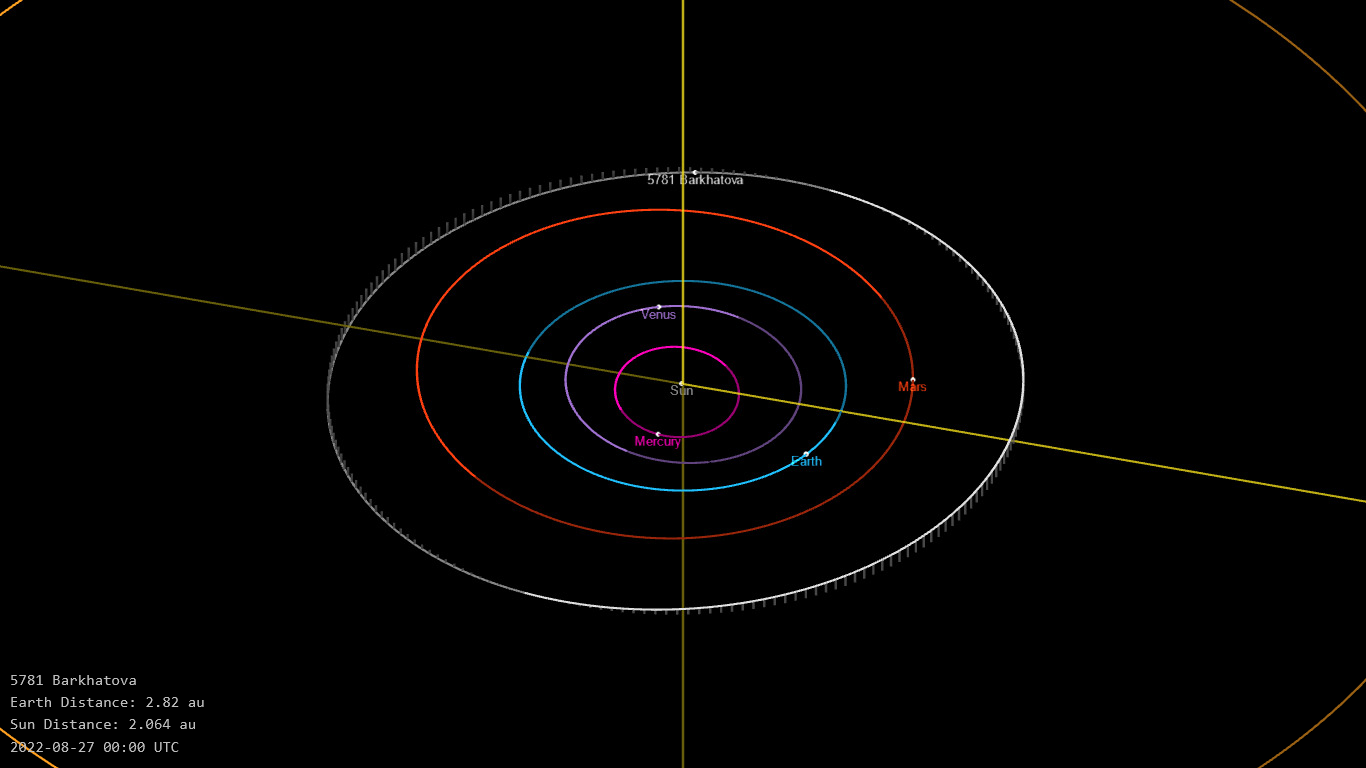
Орбита астероида Бархатова и его положение в Солнечной системе

## Физические характеристики
Астероид относится к таксономическому классу S.
По результатам наблюдений в видимом и ближнем инфракрасном диапазоне космического телескопа NEOWISE диаметр астероида оценивался равным 5,653±0,034 км. Согласно тем же источникам альбедо оценивается как 0,2422±0,0224 и 0,242±0,022.